# Каролина Хърикейнс
Каролина Хърикейнс (на английски: Carolina Hurricanes) е отбор от НХЛ, основан в град Роли, щата Северна Каролина, САЩ. Състезава се в Източната конференция, Югоизточна дивизия.

## Факти
Основан: през сезон 1972/73, като отбор от СХА
Участия в други лиги: Световната хокейна асоциация
Преди познати като: „Ню Ингланд Уейлърс“ сезон 1972/73 и „Хартфорд Уейлърс“ 1979 – 1997)
Цветове: червено, бяло и черно
Площадка: „Ар Би Си Център“ (капацитет 18 731)
Предишни площадки: „Грийнсбъро Колизеум“ (1997 – 1999)
Носители на купа Стенли: 1 път през сезон 2005/06.
Финалисти за купа Стенли: 1 път през сезон 2001/02 - загубен от Детройт Ред Уингс с 1:4
Талисман: Прасето на кънки Сторми